# 馬威克山
71°2′S 162°48′E / 71.033°S 162.800°E
馬威克山（英語：Mount Marwick），是南極洲的山峰，位於維多利亞地的彭內爾海岸，屬於鮑爾斯山脈中探險者山脈的一部分，海拔高度2,590米，在1982年由新西蘭南極名稱諮詢委員會命名，現時由南極條約體系管理。